# Битва при Иванковаце
Битва при Иванковце (серб. Бој на Иванковцу) первая победа сербских повстанцев в 1805 году во время Первого сербского восстания. 
После резни князей в феврале 1804 года в Сербии вспыхнуло восстание под предводительством Карагеоргия Петровича против османской янычарской хунты («Дахие»). Сербы первоначально получили поддержку султана Селима и к концу года сумели победить коррумпированных янычар. В последовавших за этим переговорах сербы потребовали восстановления своей автономии, установив при этом контакты с другими сербами в других частях Османской империи. Встревоженный требованиями и действиями сербов, Селим назначил османского губернатора Ниша Хафиза-пашу новым губернатором Белграда и приказал ему уничтожить сербских повстанцев. Впервые для подавления повстанцев были отправлены регулярные османские войска силой в 15 000.
Ожидая нападения османов, мятежные сербы разделились на две группы. На горе Гиль недалеко от города Ягодина лидер повстанцев Карагеоргий с примерно 4000-5000 человек ожидал атаку. Князь Миленко Стойкович с примерно 2500 людьми закрепился на холме Иванковац (около 4 км от города Чуприя). Паша и его солдаты первыми прибыли к Иванковацу.
После неудачной попытки подкупить Стойковича Хафиз-паша решился атаковать. Штурм сербских позиций продолжался весь день, прежде чем войска Карагеоргия пришли ему на помощь. Сербы перешли в контрнаступление. Турки были вынуждены отступить к Парачину, который был осаждён сербами и подвергся артиллерийскому обстрелу, в ходе которого Хафиз-паша был смертельно ранен и скончался в Нише.

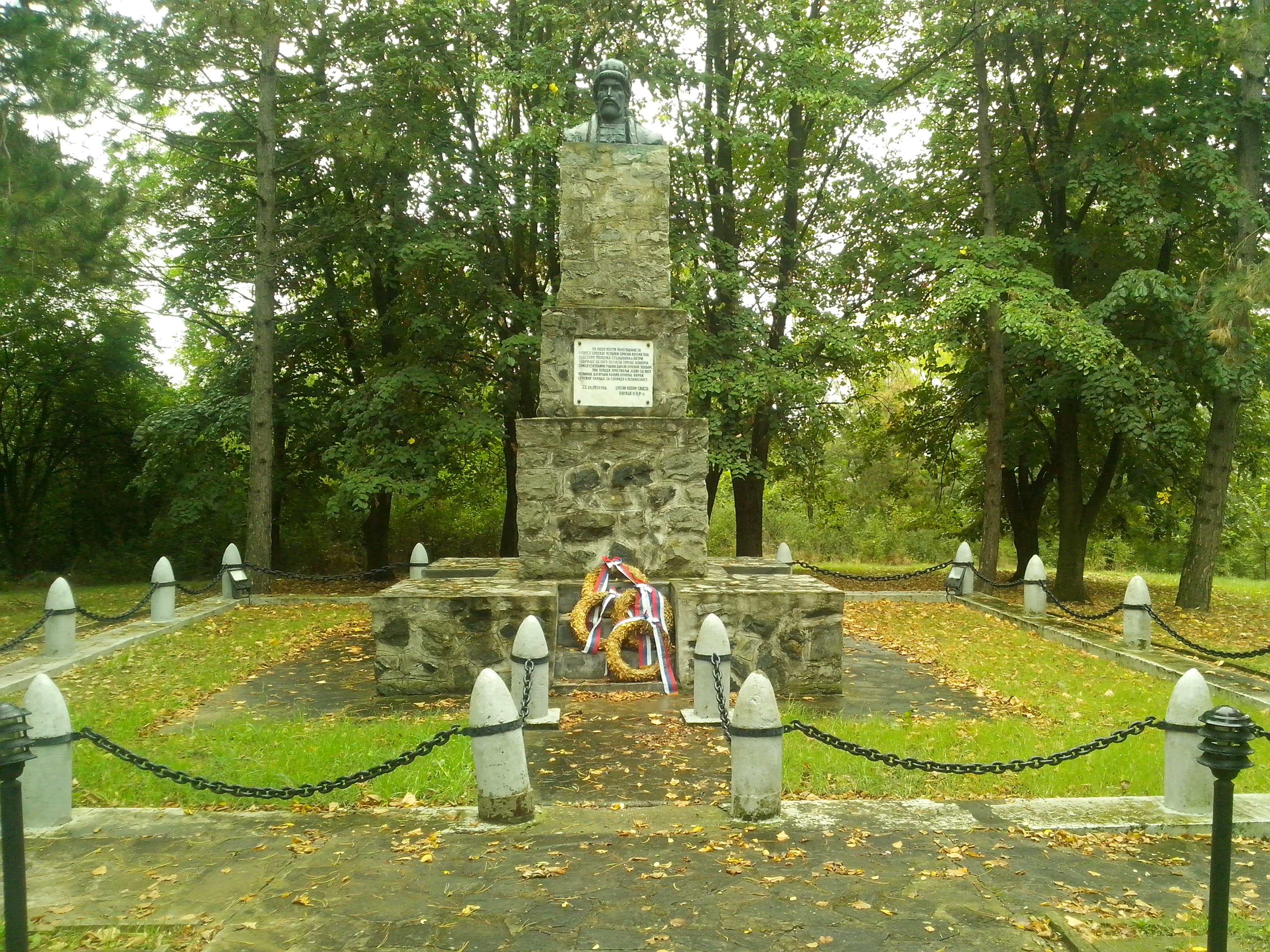
Памятник на месте сражения.

Битва стала крупной победой сербских повстанцев. Это был первый случай, когда регулярное османско-турецкое подразделение потерпело поражение от сербских революционеров во время Первого сербского восстания. Победа означала, что сербские войска взяли под полный контроль белградский пашалык. Смедерево было захвачено в ноябре и стало первой столицей сербского революционного правительства, а в следующем году был взят Белград.